# Sara Holmgaard
Sara Holmgaard, född den 28 januari 1999, är en dansk fotbollsspelare. Hon representerar Everton LFC och det danska landslaget.

## Biografi
Holmgaard inledde sin seniorkarriär i Fortuna Hjørring år 2017. Hon har även spelat för 1. FFC Turbine Potsdam innan hon 2022 kontrakterades av Everton LFC, och lånades sedan ut till Fortuna Hjørring.  Hon har även representerat det danska damlandslaget där hon debuterade 2019.